# A Frozen World Unknown
A Frozen World Unknown är det svenska black metal-bandet Rimfrosts första album, utgivet i oktober 2006.

## Låtlista
1. "Freezing Inferno" - 8:47
2. "At the Mighty Halls They'll Walk" - 6:14
3. "Ride the Storm" - 7:28
4. "A Frozen World Unknown" - 7:40
5. "Hordes of Rime" - 7:28